# Flavio Rodeghiero
Flavio Rodeghiero (Foza, 2 settembre 1960) è un politico italiano.

## Biografia
Giornalista, docente e saggista, dopo la maturità classica dal 1979 ha frequentato il Quinquennio Filosofico Teologico presso la Facoltà Teologica del Triveneto, concluso poi con il Baccellierato 'magna cum laude' alla Pontificia Università Lateranense; nel 1984 è stato studente ordinario presso la School of European Studies (ora Sussex European Institute) dell'University of Sussex (Gran Bretagna), nonché studente dei corsi estivi presso l'Institut Catholique de Paris (Francia), quindi si è laureato in Giurisprudenza e Scienze Politiche. Nel 1988-90 ha seguito il biennio della Scuola di Formazione socio-politica della Diocesi di Padova.
È stato eletto deputato con la Lega Nord nella XII, XIII e XIV Legislatura, le tre elezioni nelle quali è stato applicato in Italia il sistema elettorale prevalentemente maggioritario a collegi territoriali (Legge 277/93, c.d. 'Legge Mattarella'), ed è stato quindi membro della Camera dei Deputati dal 1994 al 2006, dove ha ricoperto, fra le altre, la carica di capogruppo nelle Commissioni Cultura e Politiche dell'Unione Europea. Già vicepresidente e Assessore alla Cultura e al Turismo della Comunità Montana 'Spettabile Reggenza Sette Comuni', e successivamente Assessore alla Cultura e al Turismo del Comune di Padova, alla cui indennità ha rinunciato per devolverla ad un fondo a favore delle persone bisognose e delle famiglie indigenti, ha adottato il nome di 'Urbs Picta' per la candidatura degli Affreschi Trecenteschi padovani al patrimonio dell'Unesco, attivamente sostenuta e quindi riconosciuta nel 2021, come già in precedenza si era attivato per un considerevole intervento a favore dell'altro sito Unesco, l'Orto Botanico dell'Università di Padova , che ha permesso l'Orto satellite con le nuove serre; successivamente è stato Presidente del Padova Convention Bureau D.M.O. (Destination Management Organization) di Padova.
Impegnato fin da giovane nelle attività del Movimento Federalista Europeo, dal 1994 al 2001 è stato delegato italiano nelle Assemblee dell'Unione Europea Occidentale e del Consiglio d'Europa, dove ha ricoperto il ruolo di Segretario della Delegazione Italiana e vice-Presidente della Commissione Relazioni Parlamentari e Pubbliche. È stato anche membro dell'Assemblea dell'OSCE (Organizzazione per la Sicurezza e la Cooperazione in Europa) e dal 2001 al 2006 dell'IPU (Unione Interparlamentare), dove ha presieduto la Sezione bilaterale di amicizia Italia-Giappone. Nel 2005 è stato promotore della costituzione, e poi membro, del Comitato Nazionale per il centenario dalla nascita di Altiero Spinelli, chiesto dalla Università degli Studi di Roma "La Sapienza". Nel 2021 aderisce al Partito Verde Europeo, una delle quattro federazioni dei Global Greens, adesione non rinnovata dopo la posizione del Partito Verde Europeo a supporto del riarmo nel conflitto Russo-Ucraino. Dal 2022 fa parte del Pool di esperti della Commissione Europea per l'Azione 'Capitali Europee della Cultura'.
Impegnato a livello professionale e istituzionale nella valorizzazione di numerose realtà culturali del Triveneto, tra le quali particolarmente le Città Murate del Veneto (in particolare con la pdl 5552/1999 [Galliera Veneta] e la pdl 6556/1999 [Montagnana], assorbite dalla legge 23 febbraio 2001 n.29 e con la pdl 4176/1997 [Cittadella] assorbita dalla legge 15 dicembre 1998 n.44) e l'Altopiano dei Sette Comuni, ha ottenuto importanti interventi su molti beni culturali, ed è stato promotore di diversi interventi legislativi, fra cui la Legge 7 marzo 2001, numero 78, che sancì la Tutela del patrimonio storico della Prima Guerra Mondiale. Nel 2020 è stato promotore della costituzione del Comitato Nazionale per il centenario dalla nascita di Mario Rigoni Stern, chiesto dal Comune di Asiago; membro del Comitato Nazionale per il IV Centenario della nascita della Beata Giovanna Maria Bonomo (2006), è stato promotore del Comitato Nazionale per le celebrazioni del millenario della città di Bassano del Grappa (1998). Nel 2006 ha completato il corso Triennale dell'Associazione Italiana Sommelier presso l'Hotel Cavalieri Hilton di Roma, quindi nel 2013 ha fondato il brand 'My Venice', per la promozione dei prodotti enogastronomici del Veneto.
Docente nella Scuola Secondaria di Secondo Grado dal 1984, e dal 2003 cultore e docente  di Storia delle Istituzioni, dal 2007 al 2011 ha ricoperto la carica di Commissario dell'ESU Padova (Azienda regionale per il diritto allo Studio Universitario),  dal 2011 al 2015 è stato vice-Presidente dell'ECSTA (European Council for Student Affairs), dal 2012 al 2015 è stato Presidente del C.d.A. dei Collegi Universitari di Merito 'Mazza' (Verona-Padova-Roma) e membro del C.d.A. del Parco Scientifico di Verona, e dal 2015 è membro del Consiglio di Indirizzo della Fondazione ENDISU (Ente Nazionale per il Diritto allo studio e per i servizi agli Studenti).
Giornalista - ha iniziato all'età di 17 anni come corrispondente per il settimanale 'La Difesa del Popolo' - ha collaborato, tra le varie testate giornalistiche,  per il quotidiano 'L'Indipendente' e per la Radio Nazionale Tedesca 'Deutschlandfunk'.
Nel 2006 il Segretario di Stato dell'Arkansas, Charlie Daniels, lo ha nominato 'Arkansas Traveler', cioè ambasciatore onorario.

## Saggistica
- Bibliografia generale aggiornata sui contributi per Jacopo Bassano. Biblioteca di Bassano del Grappa, Bassano d.G. 1977
- La Congregazione per la dottrina della fede e la sua attività. Alma Mater Studiorum, Bologna 1988
- Il discorso parabolico di Marco. Aspetto sincronico, diacronico, storico-critico ed ermeneutico. Facoltà Teologica dell'Italia Settentrionale, Padova 1990
- La tutela dei beni culturali nell'attività del Consiglio d'Europa. Evoluzioni concettuali e modelli di governo multilivello. Università degli Studi di Padova, Padova 2005
- Costruire il diritto allo Studio. Grafiche Postumia, Padova 2010
- Città murate del Veneto (con G.Perbellini). Cierre Edizioni, Verona 2011
- Una storia familiare dell'Altopiano. Cierre Edizioni, Verona 2013
- Europa perché sì (con qualche se) (con D.Romani). Edizioni Mazziane, Verona 2014
- Noi, che fummo giovani e soldati. L'Altopiano nella Grande Guerra. Edizioni Marsilio, Venezia 2015
- Castelli e altri tesori delle città murate del Veneto (con P. Daverio e G. Perbellini). Azzurra Publishing, Verona 2016
- Il cielo non è blu, Il Prato, Padova 2020.
- La dedizione a Venezia della Comunità cimbra e delle genti di montagna, Cleup, Padova 2023.

Invitato a contribuire a numerosi Convegni e Pubblicazioni - in particolare su temi di Storia delle Istituzioni - tra cui le più recenti:
- Sulle strade dei pastori - Opportunità di promozione turistico culturale, in 'Lana pecore pastori - Tra il monte e il piano', a cura di G.F. Rodeghiero, attiliofraccaroeditore, Cassola 2019.
- L'Acqua nell'Altopiano di Asiago tra Otto e Novecento, in 'Tra le acque del Vicentino - Dal Medioevo all'età contemporanea', a cura di F. Agostini, FrancoAngeli Editore, Roma 2019.
- Politiche culturali , Garantire lo studio per elevare la conoscenza, La formazione professionale, in 'La Regione del Veneto. Cinquant'anni di storia', a cura di F. Agostini, Edizioni Marsilio/Consiglio Regionale del Veneto, Venezia 2020.
- Politica e comunità, in 'Lessico delle montagne venete in età contemporanea', a cura di F. Agostini, FrancoAngeli Editore, Roma 2021.
- Comunità di confine, in 'Ricerche della Federazione Cimbri 7 Comuni', n. 2, a cura di F.V. Rodeghiero, Publistampa, Pergine 2021.
- Pandemia, Istituzioni e Mondo della Scienza, in 'La peste Covid-19. Non solo un problema scientifico e sanitario', Accademia Olimpica, Vicenza 2022.